# Ricky Yang
Ricky Yang (* 11. Juli 1972) ist ein indonesischer Poolbillardspieler.

## Karriere
Im September 2006 gelang Ricky Yang beim Asian-Tour-Turnier in Jakarta der Einzug ins Finale, in dem er dem Philippiner Efren Reyes mit 6:11 unterlag. Zwei Monate später erreichte er das Sechzehntelfinale der 9-Ball-Weltmeisterschaft und verlor dort mit 9:10 gegen den Kanadier Tyler Edey. 2007 wurde Yang beim Asian-Tour-Turnier in Malaysia Dritter und schied bei der 9-Ball-WM in der Vorrunde aus. Bei den 10-Ball-Weltmeisterschaften 2008 und 2009 erreichte Yang die Runde der letzten 32. 2009 gewann er zudem die Philippines Open und wurde bei den Qatar World Open Dritter. Im April 2010 erreichte er das Sechzehntelfinale der 8-Ball-WM. Beim World Pool Masters 2010 gelangte er ins Achtelfinale, in dem er gegen den Deutschen Ralf Souquet verlor. Im Juli 2010 schied er bei der 9-Ball-WM bereits in der Vorrunde aus, im Oktober kam er bei den US Open auf den 33. Platz. Bei der 10-Ball-WM 2011 unterlag Yang in der Runde der letzten 32 dem späteren Weltmeister Huidji See mit 7:9. 2013 gewann er bei den Südostasienspielen die Goldmedaille. Im Februar 2015 erreichte er nach Siegen gegen John Morra und Petri Makkonen das Achtelfinale der 10-Ball-WM und schied dort gegen den Chinesen Liu Haitao aus.
Yang nahm bislang viermal am World Cup of Pool teil. 2006 schied er gemeinsam mit Imran Ibrahim in der ersten Runde aus. 2007 und 2010 bildete er mit Muhammad Zulfikiri das indonesische Team und erreichte 2010 das Viertelfinale. 2013 schied er gemeinsam mit Irsal Nasution in der ersten Runde aus.
2012 war Yang Mitglied der indonesischen Mannschaft, die bei der Team-Weltmeisterschaft das Achtelfinale erreichte.